# Oliver Tobias
Oliver Tobias född Oliver Tobias Freitag 6 augusti 1947 i Zürich Schweiz, är en schweizisk skådespelare. Han är son till den schweizske skådespelaren Robert Freitag och den tyska skådespelaren Maria Becker.

## Filmografi (urval)
- 1998 – Mörkret faller
- 1998 – The Brylcreem Boys
- 1997 – Kuriren
- 1995 – Vendetta
- 1979 – Den stora bankkuppen